# Ars-sur-Formans
Ars-sur-Formans település Franciaországban, Ain megyében. Lakosainak száma 1513 fő (2022. január 1.). Ars-sur-Formans Chaleins, Frans, Misérieux, Savigneux és Villeneuve községekkel határos.

## Népesség
A település népességének változása:
| Lakosok száma | 496  | 719  | 851  | 1244 | 1387 | 1370 | 1408 | 1457 | 1490 | 1513 |
|               | 1968 | 1982 | 1990 | 2006 | 2013 | 2015 | 2017 | 2019 | 2020 | 2022 |